# Bayard (Nebraska)
Bayard je grad u američkoj saveznoj državi Nebraska. Prema popisu stanovništva iz 2010. u njemu je živjelo 1,209 stanovnika.